# Ilhet
Ilhet település Franciaországban, Hautes-Pyrénées megyében. Lakosainak száma 121 fő (2022. január 1.). Ilhet Sarrancolin és Beyrède-Jumet-Camous községekkel határos.

## Népesség
A település népességének változása:
| Lakosok száma | 130  | 125  | 119  | 120  | 118  | 121  | 121  | 121  | 121  | 121  |
|               | 2010 | 2013 | 2015 | 2016 | 2017 | 2018 | 2019 | 2020 | 2021 | 2022 |